# Ogród Botaniczny Chmielnickiego Uniwersytetu Narodowego
Ogród Botaniczny Chmielnickiego Uniwersytetu Narodowego (ukr. Ботанічний сад Хмельницького національного університету) jest pomnikiem przyrody w mieście Chmielnicki. Na jego terytorium rosną kwiaty ozdobne, drzewa i krzewy, wykorzystywane do celów naukowych i edukacyjnych. Ogród Botaniczny Chmielnickiego Uniwersytetu Narodowego jest ogrodem botanicznym o znaczeniu miejscowym. Zgodnie z rozporządzeniem Chmielnickiej Rady Obwodowej z dnia 11 listopada 2009 r. nr 20-24/2009 2,21 ha jego terytorium jest chronione prawem; powierzchnia całkowita wynosi 4,8 ha.
Dyrektorem ogrodu botanicznego jest kandydat nauk biologicznych, docent katedry ekologii Ludmyła Kazimirowa (ukr. Людмила Казімірова).

## Założenie ogrodu
W Programie Rozwoju Technologicznego Uniwersytetu Podola (dawna nazwa Chmielnickiego Uniwersytetu Narodowego) na lata 2002-2006 było zaplanowane utworzenie ogrodu botanicznego. W roku 2002 zostały rozwiązane kwestie prawne dotyczące ziem uniwersytetu. Wcześniej część ziemi była zawłaszczona. Przed utworzeniem ogrodu trzeba było zlikwidować nielegalne warzywniki, garaże i place targowe. Powstanie ogrodu botanicznego na terenach Chmielnickiego Uniwersytetu Narodowego wsparł ówczesny prezydent Chmielnickiego Mykoła Prystupa, który zafundował ten projekt z funduszy Rady Miejskiej. Projekt ogrodu został opracowany przez chmielnicki oddział zakładu Lwiwdiprowodgosp (ukr. Львівдіпроводгосп). Prace nad zazielenieniem rozpoczęły się jesienią 2002 roku, kiedy obok 4. gmachu uniwersytetu zostały założone klomby i wysadzone nowe gatunki roślin.
W roku 2003 zostały przeprowadzone główne prace budowlane i agrotechniczne: wyczyszczono klastery wodne, zamontowano system nawadniania, wybudowano ścieżki, zainstalowano ogrodzenie metalowe o długości 1407 metrów. Do realizacji projektu dostarczono 80 m³ kamieni i ponad 2 tysiące m³ gruntu.
O założeniu ogrodu ogłoszono 30 października 2003 roku. Wtedy zostały wysadzone pierwsze rośliny kolekcji: leszczyna turecka, magnolia japońska, metasekwoja chińska, świerk kłujący, które zostały podarowane chmielniczanom przez Narodowy Ogród Botaniczny Narodowej Akademii Nauk Ukrainy, park Zofiówka w Humaniu, ogród botaniczny Narodowego Uniwersytetu Leśnictwa Ukrainy i ogród botaniczny Uniwersytetu Lwowskiego im. Iwana Franki.
Wiosną 2004 roku przez rektora uniwersytetu Mykołę Skybę zostały zatwierdzone koncepcja ogrodu botanicznego i jego personel. Ogród został jedną z jednostek strukturalnych uniwersytetu, jego głównym zadaniem jest zachowanie i uzupełnianie kolekcji botanicznych. Można w nim przeprowadzać prace edukacyjne i naukowe.
Autorem projektu, według którego zaczęto zakładanie ogrodu, jest Wołodymyr Kuczeriawy, kierownik Katedry Architektury krajobrazu i ekologii miasta Narodowego Uniwersytetu Leśnictwa Ukrainy. Część prac, które mają wpływ na funkcjonowanie ogrodu botanicznego, należy do służb porządkowych i służb ochrony uniwersytetu. Studenci trybu stacjonarnego pomagają hodować rośliny na ekspozycjach. Oprócz tego, studenci-ekolodzy mają w ogrodzie botanicznym krajobrazowo-ekologiczną i ogólnoekologiczną praktykę.

## Kolekcje roślin

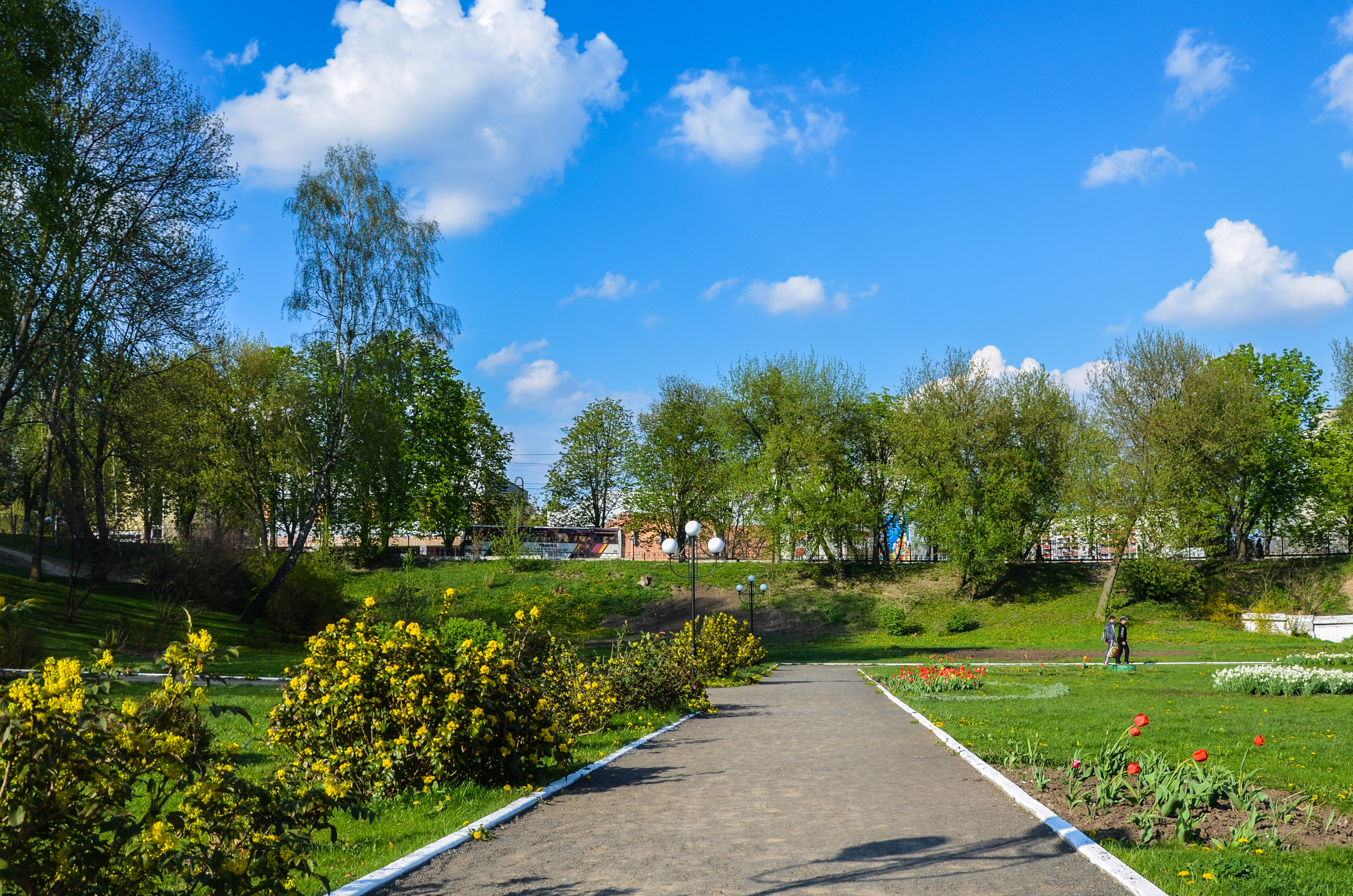
Na terytorium ogrodu botanicznego wzrasta około 20 tysięcy roślin

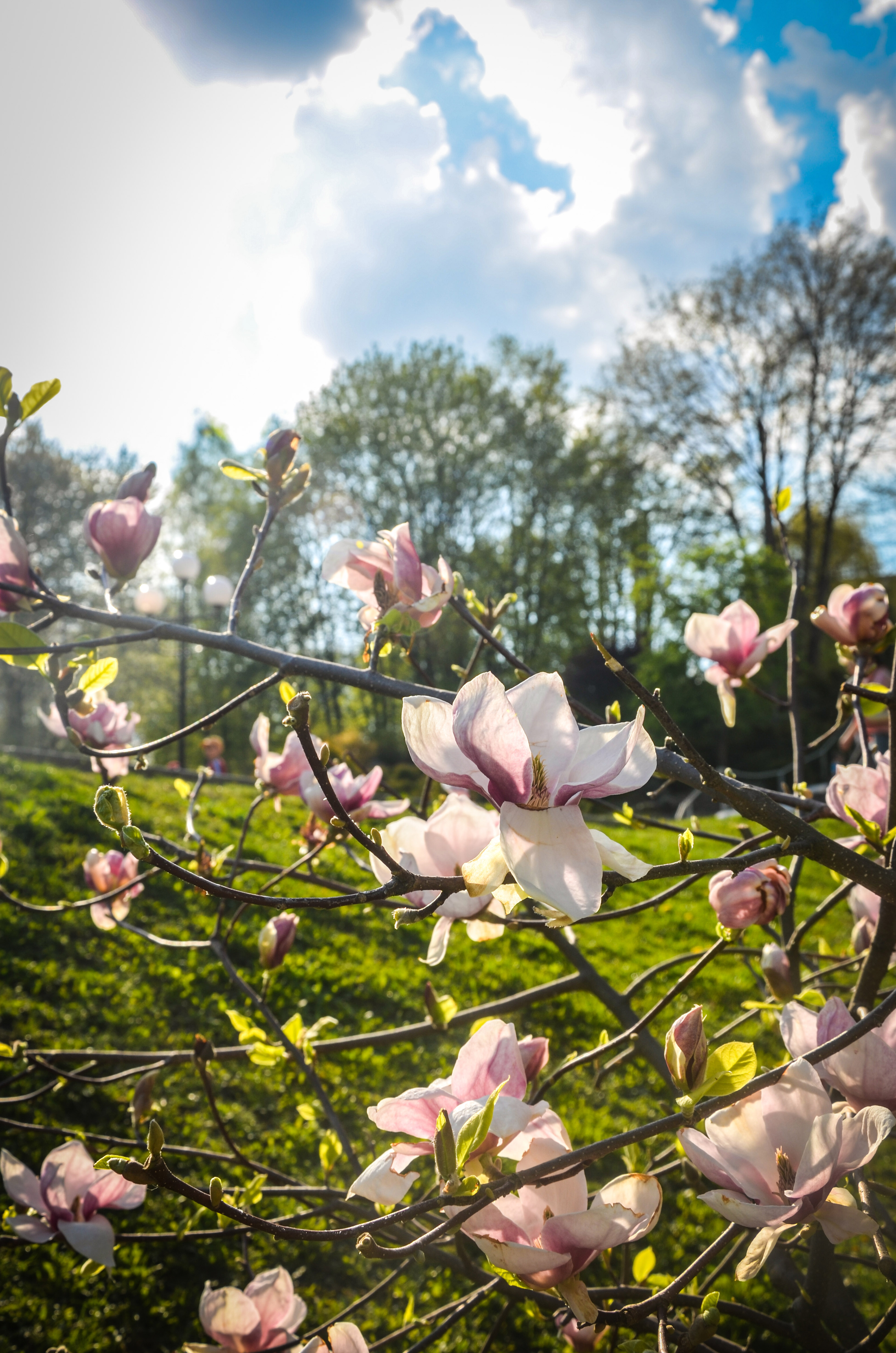
Magnolie w Ogrodzie Botanicznym Chmielnickiego Uniwersytetu Narodowego

Ogólna liczba roślin, które rosną na terytorium ogrodu botanicznego, wynosi około 20 tysięcy egzemplarzy, w tym ponad 7 tysięcy wieloletnich roślin ozdobnych i ponad 1400 drzew i krzewów (iglastych i liściastych).
W momencie założenia ogrodu uniwersytet nie miał żadnej botanicznej kolekcji, dlatego gromadzenie roślin trzeba było rozpocząć od zera. Terytorium ogrodu zostało podzielone na kilka sektorów: drzewoznawstwa ozdobnego, alpinarium, roślin kwiatowych, traw i monitoringu szaty roślinnej Wołynia i Podola, introdukcji drzew i architektury krajobrazu.
Wiosną 2012 roku kolekcja roślin ogrodu liczyła 812 taksonów; wśród nich są 32 gatunki wchodzące do Czerwonej księgi gatunków zagrożonych.